# Kanton Belley
Kanton Belley (fr. Canton de Belley) je francouzský kanton v departementu Ain v regionu Rhône-Alpes. Skládá se z 37 obcí. Před reformou kantonů 2014 se skládal z 24 obcí.

## Obce kantonu
od roku 2015:
- Ambléon
- Andert-et-Condon
- Arbignieu
- Belley
- Brégnier-Cordon
- Brens
- La Burbanche
- Ceyzérieu
- Chazey-Bons
- Cheignieu-la-Balme
- Colomieu
- Contrevoz
- Conzieu
- Cressin-Rochefort
- Cuzieu
- Flaxieu
- Izieu
- Lavours
- Magnieu
- Marignieu
- Massignieu-de-Rives
- Murs-et-Gélignieux
- Nattages
- Parves
- Peyrieu
- Pollieu
- Prémeyzel
- Pugieu
- Rossillon
- Saint-Benoît
- Saint-Bois
- Saint-Champ
- Saint-Germain-les-Paroisses
- Saint-Martin-de-Bavel
- Virieu-le-Grand
- Virignin
- Vongnes

před rokem 2015:
Ambléon, Andert-et-Condon, Arbignieu, Belley, Brégnier-Cordon, Brens, Chazey-Bons, Colomieu, Conzieu, Cressin-Rochefort, Izieu, Lavours, Magnieu, Massignieu-de-Rives, Murs-et-Gélignieux, Nattages, Parves, Peyrieu, Pollieu, Prémeyzel, Saint-Bois, Saint-Champ
, Saint-Germain-les-Paroisses, Virignin